# Pascual Venegas Filardo
 Pascual Venegas Filardo   (Barquisimeto, Venezuela, 25 de marzo de 1911-Caracas, Venezuela, 4 de junio de 2003) fue un escritor, poeta, periodista, profesor universitario y geógrafo venezolano.

## Biografía

### Primeros años y trayectoria
En 1931 se graduó de bachiller en el Colegio La Salle de Barquisimeto, luego de ello se traslada definitivamente a Caracas, donde empieza a trabajar como profesor de botánica y de geografía e historia universal en el Liceo Vargas. Al año siguiente siguió su carrera como profesor de botánica en el Liceo San José de Los Teques, donde realizaba trabajos de campo con sus alumnos en la cuenca del río San Pedro, en el estado Miranda. Durante sus años de docencia, buscaba momentos de tranquilidad para saciar su pasión por las letras. Es en 1933 cuando salen publicados sus primeros poemas en el semanario «Notas» de Barquisimeto y en las revistas «Elite» y «Ecos de Gloria» de Caracas. En 1934 realizó estudios y trabajos de campo de la flora de los estados Lara y Yaracuy junto con el profesor José Saer d’Heguert. En 1934 inicia estudios en la Facultad de Derecho de la Universidad Central de Venezuela, pero al comprender que el derecho no era lo que lo llenaba, ingresa en la recién creada Escuela de Ciencias Económicas y Sociales.
En 1935 participa junto con un notable grupo de escritores y poetas en la creación de la Asociación de Escritores Venezolanos. En 1942 dirigiría dicha asociación por primera vez, luego lo haría en varios períodos. En 1936, conjuntamente con Angel Miguel Queremel, Luis Fernando Álvarez, José Ramón Heredia, Pablo Rojas Guardia, Vicente Gerbasi y otros, crean el vanguardista grupo literario «Viernes».
Propone la creación de los Cuadernos Literarios de la AEV, iniciativa compartida por Arturo Uslar Pietri y Julián Padrón, para publicar en sus páginas las obras de los mejores escritores de la época. Entre 1936 y 1938 fue redactor del diario «Unidad Nacional» y jefe de redacción de la revista «Biliken».
En 1937 forma parte del cuerpo de redacción del diario El Universal de Caracas, donde llegó a ser jefe de redacción por muchos años, y director encargado en varias oportunidades. Crea y dirige en este diario la «Página Literaria», denominada después «Artes y Letras» e «Índice Literario». Luego su esfuerzos se centraron en la columna de los lunes «¿Ha Leído Usted?» (1968), donde mantenía informado a los lectores de las últimas publicaciones de libros y revistas. También escribía como columnista de opinión los jueves de cada semana, dejando su columna como una cátedra libre para sus lectores.
En 1938 contrajo matrimonio con Elba Borges Falcón, con la que tuvo seis hijos: Pedro Luis, Elba, Irene, Alicia, y las mellizas María Elena y María Eugenia.

### Docencia
En 1944 forma parte del cuerpo docente de la Universidad Central de Venezuela, donde ejerció como profesor por 35 años ininterrumpidos en las cátedras de Economía Venezolana, Introducción a la Economía, Geografía Humana, Antropología de Venezuela, Economía y Políticas Agrícolas, Historia de la Economía Venezolana y Geografía Económica de Venezuela en las facultades de Economía, y de Humanidades y Educación. Fue profesor-fundador de varias de éstas cátedras.
En 1948 obtiene el rango de Profesor titular de la Universidad Central de Venezuela. Es profesor de Geografía de Venezuela y posteriormente de Geografía Histórica en la Escuela de Historia de la Universidad Central. En 1953 es profesor, fundador de las cátedras de Geografía Económica General y de Geografía Económica de Venezuela, en las Escuelas de Economía y de Administración y Contaduría en la Universidad Católica Andrés Bello en Caracas. En 1956 es profesor de Geografía de Venezuela en el Colegio La Salle de Caracas.

## Carrera literaria
Se le otorga el Premio Nacional de Periodismo Juan Vicente González en 1956. En 1958, dentro de la colección Ediciones del Ministerio de Relaciones Interiores, se publica su libro Aspectos geoeconómicos de Venezuela con el cual obtuvo el Premio de Investigación Humanística Juan de Castellanos, patrocinado por el industrial Miles Sherover.
En 1959 es nombrado miembro de la Academia Nacional de Historia. Luego es nombrado miembro de la Academia de Ciencias Físicas, Matemáticas y Naturales (1961), de la Academia de la Lengua (1964), y miembro de Número de la Academia Nacional de Ciencias Económicas (1984). En 1963 funda la revista Poesía de Venezuela, la cual dirigió, redactó y distribuyó personalmente durante los 26 años de existencia de la misma.

### La Niña del Japón
En 1960, viaja a Japón en viaje semioficial para observar el desarrollo naval del país. Fascinado por el entorno que le rodeaba, por los misterios y la magia de la cultura japonesa, escribe «La Niña del Japón», obra galardonada en Venezuela (Premio Municipal de Poesía de Caracas, 1962) y traducida en varios idiomas, incluido al japonés, a cargo de la embajada de Venezuela en Japón y la Universidad de Estudios Extranjeros de Kioto. Describía J.M. Pérez Morales, embajador venezolano en Japón en 1968, en el prefacio a la traducción japonesa: «Aquí, el Dr. Venegas Filardo se encontró en su ambiente y supo descifrar ese mundo de ensueños con su bien cultivada inteligencia y con el interés que inspiran las cosas tanto tiempo deseadas. Intensamente debió desear el poeta conocer el país del sol naciente».(1)
Otros libros de poemas importantes son Cráter de Voces, Música y Eco de tu ausencia, Círculo de tu nombre, Canto al Río de mi infancia, Los Cantos Fluviales, Pequeña antología y Selección Poética.

## Legado
Pascual Venegas Filardo fallece en Caracas el 4 de junio de 2003, a los 92 años de edad, en su casa de San Rafael de La Florida tras una larga enfermedad.
Venegas Filardo poseía una de las bibliotecas personales más extensa de Caracas. La misma fue donada y trasladada a Barquisimeto, su ciudad natal, donde se abrió la biblioteca pública que lleva su nombre.

## Reconocimientos
- Individuo de Número de la Real Academia Española, capítulo de Venezuela (1965)
- Premio Nacional de Periodismo (1965)
- Premio Nacional de Periodismo Cultural Andrés Bello, creado por el INCIBA, Instituto Nacional de Cultura y Bellas Artes (1970)
- Orden Ciudad de Barquisimeto, acto-homenaje a los autores del Estado Lara que han sido galardonados con premios literarios (1970)
- Premio Nacional de Periodismo Científico (1972)
- Premio Municipal de Periodismo de Caracas, mención Opinión (1982)
- Premio Nacional de Literatura (1983)
- Individuo de Número de la Academia Nacional de Ciencias Económicas (1984)
- Premio Nacional de Periodismo, reconocimiento póstumo (2003)

## Obra
- Cráter de voces (1939)
- Lara, tierra de contrastes geográficos (1940)
- Estudios sobre poetas venezolanos (1941)
- Música y eco de tu ausencia (1941)
- La bibliografía de la literature venezolana entre los años 1930 a 1940 (1945)
- El medio físico venezolano y las clasificaciones que de él han hecho geógrafos, naturalistas y economistas (1946)
- Notas de economía colonial venezolana (1947)
- Selección Poética (1949)
- Novelas y novelistas de Venezuela: notas críticas (1955)
- Zonas de influencia económica en Venezuela (1955)
- El paisaje económico de Venezuela (1956)
- Los factores naturales y la distribución de la población de Venezuela (1957)
- Círculo de tu nombre (1957)
- Canto al río de mi infancia (1957)
- Aspectos geoeconómicos de Venezuela (1958)
- El valle de Yaracuy: geografía regional de Venezuela (1961)
- La niña del Japón (1961)
- Venezuela y sus regiones marinas (1961)
- Paralelo Norte: impresiones europeas (1962)
- Los cantos fluviales (1962)
- Perfil de un país: impresiones sobre China libre (1962)
- Pequeña antología (1963)
- Elegía de la sombra de tu paso (1967)
- Selección poética (1968)
- La niña del Japón, textos en español y japonés (1968)
- Alejandro de Humboldt: valor plural de la ciencia (1969)
- Cinco poemas en inglés (1970)
- Siete ensayos sobre economía de Venezuela (1970)
- La noia del Japò (1972)
- Viajeros de Venezuela en los siglos XIX y XX (1973)
- Tiempo de poesía: notas críticas (1980)
- Estudios regionales (1983)
- Antología poética (1999)

 En Antologías
- Serenata de alba (1942)
- Llovía sobre un polen de silencio, poemas 2, 3 (1949)
- Tu voz es de milenio (1958)
- Los oídos de la noche (1961)
- Villaggio addormentato (1965)
- Toledo (1965)